# サブマリン爆撃隊
『サブマリン爆撃隊』（サブマリンばくげきたい、Submarine Patrol）は、1938年のアメリカ合衆国の戦争映画。
監督はジョン・フォード、出演はリチャード・グリーンとナンシー・ケリーなど。
レイ・ミルホランドの小説『The Splinter Fleet of the Otranto Barrage』を原作とし、ウィリアム・フォークナーらが脚本に協力している。

## ストーリー
大富豪の一人息子ペリー・タウンゼントはプレイボーイとして名を馳せていたが、機械に詳しい彼は父親のコネを使って海軍に入隊し、駆潜艇SC599号の機関長となる。ところがSC599号はボロ船の上、乗組員らはやる気の全くない素人集団。ペリーは軍に文句を言うが聞き入れられるわけはなく、しぶしぶボロ船の機関長として働くことになる。
補給船マライア・アン号で働く女性スーザンと知り合ったペリーは、これまで付き合った女たちとは違う彼女に惹かれ、次第に2人は愛し合うようになる。ところがペリーが大富豪の息子と知ったスーザンの父親でマライア・アン号の船長であるリーズは、スーザンが遊ばれて捨てられるだけと思い、2人の交際に強く反対する。
SC599号の艦長としてドレイクが着任する。彼は共に着任した歴戦のベテラン兵を使い、SC599号の乗組員たちを一から鍛え直す。
SC599号をはじめとする駆潜艇団はマライア・アン号などの補給船を護衛し、イタリアに向かうことになる。イタリアに着くと、ペリーは父親のコネを使ってアメリカ領事にスーザンとの結婚許可証をもらう。部下のジョニーに伝言を頼み、スーザンを呼び出したペリーはスーザンに結婚を申し込む。喜ぶスーザンだったが、そこに父リーズ船長が現れ、強引に連れ戻されてしまう。
その夜、ペリーが真剣にスーザンとの結婚を考えていることを知らされたリーズ船長はペリーに謝罪するためにSC599号に行くが、いきなりペリーに殴られて気を失ってしまう。そして、そのままSC599号が出撃してしまい、戻れなくなったリーズ船長は自らペリーの助手を志願し、機関室で働くことになる。
激しい戦闘の末、SC599号は勝利を収める。そして改めてリーズ船長はペリーに娘スーザンとの結婚を許す。
リーズ船長はマライア・アン号でペリーとスーザンの結婚式を執り行うことにし、準備を進める。ところがそこにペリーからの伝言が届き、SC599号が急遽出航することになったと告げられる。SC599号の甲板から改めてスーザンに結婚を誓うペリーをスーザンはマライア・アン号から見送る。

## キャスト
- ペリー・タウンゼント: リチャード・グリーン - 大富豪の一人息子でプレイボーイ。駆潜艇SC599号の機関長になる。
- スーザン・リーズ: ナンシー・ケリー - 補給船で働く女性。
- ジョン・C・ドレイク海軍中尉: プレストン・フォスター - 降格でSC599号の艦長となる。
- リーズ船長: ジョージ・バンクロフト（英語版） - 補給船マライア・アン号の船長。スーザンの父。
- エルスワース・フィケット（スパッズ）: スリム・サマーヴィル（英語版） - 炊事担当。
- マカリソン（マック）: ジョン・キャラダイン - マライア・アン号の航海士。
- ラザフォード・デイヴィス・プラット（教授）: エリシャ・クック・Jr - 動物学の研究をSC599号で続けている船員。
- ジョニー・ミラー: ディック・ホーガン（英語版） - 機関士。未成年だが年齢を偽って入隊。
- オラフ・スワンソン: ウォード・ボンド - 船員。
- スパークス: ロバート・ロウリー（英語版） - 通信士。
- 海兵隊歩哨: ロン・チェイニー・Jr[1]